# Jaime Penedo
Jaime Penedo, né le 26 septembre 1981 à Panama, est un footballeur international panaméen évoluant au poste de gardien de but.

## Biographie
Il fait partie de la liste des 23 joueurs panaméens sélectionnés pour disputer la Coupe du monde de 2018 en Russie, la première de l'histoire du Panama.  
Titulaire indiscutable des cages panaméennes, il participe à l'ensemble des matchs de la compétition. Lors du premier match face à la Belgique, il concède trois buts inscrits par Dries Mertens et Romelu Lukaku et ne peut empêcher la défaite de son pays sur le score de 3-0. 
Face à l'Angleterre, les panaméens chutent une nouvelle fois sur un score lourd de 6-1, Jaime Penedo n'a pu rivaliser sur le triplé d'Harry Kane, le doublé de John Stones et un but de Jesse Lingard.   
Il joua son dernier match du tournoi lors d'une défaite 2-1 contre la Tunisie, concédant les buts de Wahbi Khazri et Fakreddine Ben Youssef.  

## Palmarès

### En club
- Championnat du Guatemala :
  - Champion du Tournoi Apertura en 2009
  - Champion du Tournoi Clausura en 2008 et 2010

- Coupe UNCAF :
  - Vainqueur en 2009

- MLS Cup :
  - Champion en 2014

- Coupe de la Ligue roumaine :
  - Vainqueur en 2017

### Distinctions individuelles
- Meilleur gardien de la Gold Cup 2005